# Nuove strade Anas (500-599)
Le strade che, attualmente, non fanno più parte dell'Anas ma che sono gestite da regioni, province o comuni sono contrassegnate dalla dicitura ex davanti al simbolo; c'è però da tenere presente che, per quasi tutte le strade, l'attuale competenza ANAS è ridotta rispetto alla lunghezza originale dell'arteria stessa: le strade che sono in parte gestite dall'ANAS e in parte da altri enti non sono contrassegnate dalla scritta ex.
| Numero     | Denominazione                   | Lunghezza | Percorso |
| ---------- | ------------------------------- | --------- | --- |
| ex NSA 501 | S.P. 3 bis Fogliense            | 39,300 km | Innesto con la S.S. n. 423 presso Montecchio di Pesaro - Innesto con la S.S. n. 687 presso Lunano Classificata come SS744                                        |
| ex NSA 502 | S.P. 4 Metaurense               | 16,700 km | Innesto con la S.S. n. 73 Bis (km 72+700) presso la rotatoria bivio Borzaga - Innesto con la S.P. n. 21 in Comune di Urbania Classificata come SS745             |
| ex NSA 503 | S.P. 21 Urbania-Piobbico        | 0,200 km  | Innesto con la S.P. n. 21 in Comune di Urbania - Innesto con la S.S. n. 73 Bis (km 49+600) in Comune di Urbania Classificata come SS745                          |
| NSA 539    | S.P. Svincolo di Tito           | 2,172 km  | Svincolo per area commerciale di Tito (Potenza) tra i km 40+112 e 40+780 dell'R.A. 5 Competenza di Potenza                                                       |
| NSA 562    | Strada del Medio Savuto         | 4,735 km  | Innesto con la SP 66 - Innesto con la SP 64 al bivio Arena Bianca - Decollatura Competenza di Catanzaro                                                          |
| NSA 571    | D'Aspromonte                    | 93 km     | Innesto con la S.S. n. 18 (km 497+560) - Innesto con la S.S. n. 106 (km 86+560) presso Bovalino Competenza di Catanzaro                                          |
| NAS 572    | di Monte Cucco e Monte Pecoraro | 50 km     | Innesto con la S.S. n. 18 (KM 422+850) - Limite amministrativo tra le Province di Vibo Valentia e di Reggio Calabria Competenza di Bari                          |
| NSA 573    | Asta Sud di Giovinazzo          | 0,762 km  | Innesto dalla complanare Nord della S.S. n. 16 (km 785+300) - Innesto con la litoranea (ex S.S. n. 16) a sud di Giovinazzo Competenza di Bari                    |
| NSA 574    | ex S.S. N. 578 "Salto Cicolana" | 0,762 km  | Innesto con la S.S. n. 578 (Km 7+535) presso lo svincolo di Grotti - Innesto con la S.S. n. 578 (Km 10+660) presso lo svincolo di Concerviano Competenza di Roma |